# Ozersk
Ozersk (rus. Озёрск, čit. Azjorsk) je grad u Čeljabinskoj oblasti nekih 80 km sjeverozapadno od Čeljabinska. Grad se nalazi na obali Irtjaškog jezera, na koordinatama 55°45′52″N 60°42′07″E / 55.76444°N 60.70194°E.
Broj stanovnika: 87.300 (2001.).
U doba kad je SSSR razvijao svoj atomski program, 1945. je godine utemeljena Baza br. 10 za nekoliko tisuća znanstvenika i inženjera. 
Ovo je bio zatvoreni grad, okružen električnom ogradom i stražama, znan pod kodnim nazivom Čeljabinsk-40 (poštanski broj) i poslije pod imenom Čeljabinsk-65. Tek 2001. grad je napustio kodni naziv i zove se službeno Ozersk.
Unutar zabranjenog područja nalazi se bivša tajna tvornica plutonija Majak (rus. Маяк, "svjetionik"), u kojoj je 19. lipnja 1948. prvi atomski reaktor pušten u pogon i u kojem je se 29. rujna 1957., do današnjeg dana gledano, dogodila najteža nuklearna nesreća, čije posljedice su doduše ostale ograničene regionalno, ali su bile držane tajnom 30 godina.